# Stanislas Syrewicz
Stanislas Syrewicz est un compositeur de musiques de films.

## Filmographie
- 1980 : Sherlock Holmes and Doctor Watson (série TV)
- 1985 : L'Amour braque
- 1985 : The Holcroft Covenant
- 1986 : Angoisse à Dublin (The Fantasist)
- 1986 : Adventures of William Tell (TV)
- 1986 : Biggles
- 1988 : Le Repaire du ver blanc (The Lair of the White Worm)
- 1990 : The Stuff of Madness (TV)
- 1991 : A Woman at War (TV)
- 1991 : Ferdydurke
- 1991 : Skarga
- 1992 : Police secrets: Le violeur impuni (Le Violeur impuni) (TV)
- 1992 : Papierowe malzenstwo
- 1992 : Stalin (TV)
- 1993 : Yankee Zulu
- 1995 : Safe Haven
- 1995 : Paparazzo
- 1995 : Awantura o Basie
- 1995 : The Choir (feuilleton TV)
- 1995 : Kidnapped (en) (TV)
- 1996 : Windsor Protocol (TV)
- 1996 : Une trop bruyante solitude
- 1996 : True Blue de Ferdinand Fairfax
- 1997 : Shooting Fish
- 1997 : Awantura o Basie (feuilleton TV)
- 1998 : Showgirl Stories (TV)
- 1998 : Thunder Point (TV)
- 1998 : Crime and Punishment (TV)
- 1999 : An Evil Streak (TV)
- 1999 : The Clandestine Marriage
- 2000 : The Prince and the Pauper (TV)
- 2000 : Nora
- 2001 : Pretending to Be Judith (TV)
- 2001 : Une star dans la mafia (Strictly Sinatra)
- 2001 : The Infinite Worlds of H.G. Wells (feuilleton TV)
- 2002 : Seuls au bout du monde (Stranded) de Charles Beeson (téléfilm)
- 2002 : The Extremists (Extreme Ops)
- 2005 : Tango z aniolem (série TV)
- 2005 : Separate Lies de Julian Fellowes
- 2005 : Spadek
- 2007 : Testosteron